# Index-Werke
Index-Werke med hovedkvarter i Esslingen am Neckar er en producent af CNC-drejebænke. De har fem fabrikker og ca. 2.000 ansatte. Selskabets moderselskab kendes som Eugen und Irmgard Hahn Stiftung Verwaltungs-GmbH.
Virksomheden blev grundlagt i 1914 af Hermann Hahn, der begyndte en produktion af drejebænke.